# Rune Poulsen (håndboldspiller)
Rune Poulsen (født 11. juni 1986) er en dansk håndboldspiller, der spiller for H43 Lund i Sverige. Han har tidligere spillet for håndboldligaholdene fra TMS Ringsted, Skanderborg Håndbold og FIF.
Rune Poulsen spillede i sine ungdomsår adskillige kampe for de danske ungdomslandshold.
Rune Poulsen er CEO og Founder af Huuray ApS, som han startede i 2012. Virksomheden sælger digitale gavekort for kendte brands i Skandinavien, og i Danmark under navnet www.sendentanke.dk.